# Терпін-Гіллс (Огайо)
Терпін-Гіллс (англ. Turpin Hills) — переписна місцевість (CDP) в США, в окрузі Гамільтон штату Огайо. Населення — 5162 особи (2020).

## Географія
Терпін-Гіллс розташований за координатами 39°6′27″ пн. ш. 84°22′30″ зх. д. / 39.10750° пн. ш. 84.37500° зх. д. (39.107408, -84.375017).  За даними Бюро перепису населення США в 2010 році переписна місцевість мала площу 7,72 км², з яких 7,71 км² — суходіл та 0,01 км² — водойми.

## Демографія
Згідно з переписом 2010 року, у переписній місцевості мешкало 5099 осіб у 1869 домогосподарствах у складі 1446 родин. Густота населення становила 660 осіб/км².  Було 1987 помешкань (257/км²).
Расовий склад населення:
| - 96,7 % — білих - 1,2 % — азіатів - 0,7 % — чорних або афроамериканців - 0,1 % — вихідців з тихоокеанських островів |

До двох чи більше рас належало 0,9 %. Частка іспаномовних становила 1,5 % від усіх жителів.
За віковим діапазоном населення розподілялося таким чином: 28,5 % — особи молодші 18 років, 58,9 % — особи у віці 18—64 років, 12,6 % — особи у віці 65 років та старші. Медіана віку мешканця становила 42,4 року. На 100 осіб жіночої статі у переписній місцевості припадало 96,7 чоловіків;  на 100 жінок у віці від 18 років та старших — 94,3 чоловіків також старших 18 років.
Середній дохід на одне домашнє господарство  становив 135 632 долари США (медіана — 118 148), а середній дохід на одну сім'ю — 151 530 доларів (медіана — 125 758). Медіана доходів становила 106 484 долари для чоловіків та 66 103 долари для жінок. За межею бідності перебувало 2,0 % осіб, у тому числі 0,3 % дітей у віці до 18 років та 0,0 % осіб у віці 65 років та старших.
Цивільне працевлаштоване населення становило 2389 осіб. Основні галузі зайнятості: освіта, охорона здоров'я та соціальна допомога — 30,1 %, науковці, спеціалісти, менеджери — 15,6 %, фінанси, страхування та нерухомість — 12,9 %, роздрібна торгівля — 11,6 %.